# 神州新聞台
神州新聞台（英語：Mainland News Channel）是香港myTV SUPER的一條結集中國内地十二個省市（北京、上海、天津、重慶、安徽、湖北、山東、吉林、廣西、廣東、福建、湖南）新聞的電視頻道，以播放上述省市主新聞時段新聞為主自制普通話節目為輔。為香港本地觀眾發放各大省市的即時資訊，更有專題報導，方便流動性與日俱增的香港本地及中國內地居民。台湾同类频道是中天亞洲資訊台。

## 歷史
2005年4月18日，本頻道以「神州新聞台」和分別作為中文和英文的頻道名稱正式開播，同時正式透過無綫收費電視使用第36頻道收看。
2006年5月10日，本頻道正式透過now寬頻電視的無綫收費電視特選組合第836頻道播出。
2013年4月1日，無綫網絡電視部分頻道號碼正式更改，其中本頻道將使用原有的第36頻道更改為現有的第85頻道。
2017年3月31日，本頻道在now TV的無綫網絡電視特選組合停播；但在無綫網絡電視則於2017年6月1日交還收費牌照而停播。
2025年2月28日，本頻道正式停播。

## 自制節目
- 這是大灣區
- 中華掠影
- 江山多智慧
- 歷史有話說
- 大灣區 新機遇